# Дача Кривицкого «Остенде»
Дача Кривицкого «Остенде» — дача в Евпатории. Дом построен в начале XX века и является объектом культурного наследия народов РФ регионального значения, расположен на Набережной Горького, 8.

## Название и расположение
Дача расположена в центральной части Евпатории, на берегу Чёрного моря, в первом «курортном районе».
Странное для Крыма и царской России название дачи местные краеведы связывают с её расположением, поскольку она стоит на намытой морем песчаной полосе, за пределами крепостных стен, то есть на окраине города. В точности, как нидерландский город Остенде, который также первоначально располагался на восточной (нидерл. Oost) оконечности (нидерл. Einde) острова Тестереп, а когда понизился уровень моря, она слилось с материком.

## Описание здания
Здание дачи относится к евпаторийской модернистской архитектуре, а сам проект, по определению местных краеведов, приписывается архитектору Павлу Сеферову. Фасад дачи обращен в сторону улицы. На территории сохранились зеленые насаждения, которые создавали уют внутреннего дворика и укрепляли почвенный покров.

## История
Доподлинно неизвестно кто такой Кривицкий и что побудило его построить дачу в Евпатории. По преданию тех времён уже в 1910 году дача была заселена. Исследователи Евпатории утверждают, что автором-архитектором здания был известный евпаторийский архитектор армянского происхождения Павел Яковлевич (Богос Акопович) Сеферов.
Все началось с того, что тогдашнее руководство города постаралось заинтересовать российский бизнес перспективами создания в Евпатории курорта и предложило им паи в виде участков на побережье (при условии, что те будут развивать инфраструктуру: сады, озеленение, мощение дорог). На призыв властей откликнулись местные богачи и караимы (которые недавно компактно переселились в города).
Берег в те годы — это узкая полоска намытого волнами песка, который дальше переходил в широкое поле, покрытое травами (дурнишник, гречишник) и редкие кусты маслины (лох узколистный). Такая ограниченная растительность мало удерживала песок от переноса под действием ветров, поэтому городская власть обязывала дачников озеленять территорию: три четверти выделенного пая земли должны быть засажены деревьями и кустами. Поэтому дача Кривицкого, расположенная на первой линии, имеет большой и красивый сад.

### Расцвет имения
Расцвет имения пришёлся на времена Первой мировой войны. Когда большое количество раненых российских офицеров было направлено в Крым, чтобы поправить здоровье. Контраст между бедствием войны и отдыхом в сочетании с целебными свойствами грязелечения и моря популяризировал Евпаторию. Поэтому владельцы имений с радостью отдавали свои здания под пансионы для военных, хоть часть из них так и не выживала.

### Курортный комплекс в советские времена
Радикальные изменения: революция в России, развал империи, Гражданская война и утверждения власти большевиков привели к национализации дачи.
Длительное время бесхозяйственного использования и ограбления негативно отразилось на здании. Дача начала разрушаться, тогда местные партийные руководители обратились к многочисленным трудовым коллективам Страны Советов взять под шефство над большинством «национализированных у буржуев» дач и имений. Таким образом, в городе зародился курорт всесоюзного значения, а с 1925 года, в даче начал работать корпус санатория «Ударник».

### Современность
Постановлением кабинета министров Крымской области, дача Кривицкого относится к памятникам архитектуры и градостроительства и охраняется действующим законодательством. Поскольку уже сложилась традиция, что это здание почти сотню лет принадлежало курортному заведению, то здание не отчуждалось в городское имущество, а было закреплено за известным санаторием, который и занимается его сохранением, реставрацией и содержанием. Сейчас дача Кривицкого находится на территории курортного центра «Победа» санатория «Ударник»
В помещении дачи расположен корпус лечебного учреждения. Здесь лечат заболевания органов дыхания (нетуберкулёзного характера), костно-мышечной системы, нервной системы, системы кровообращения, гинекологические заболевания, кожные заболевания, заболевания опорно-двигательного аппарата, заболевания мочеполовой системы.